# Michael V.
Beethoven Bunagan del Valle (17 de diciembre de 1969, Manila), conocido artísticamente como también Michael V., también como "Bitoy" o "Toybits", es un comediante, actor, director, compositor, cantante, rapero y periodista filipino que aparece en la Red televisiva de GMA Network show Bubble Gang y además en su propio programa de televisión Bitoy's Funniest Videos. Es conocido por sus "traducciones" y parodias como uno de los filipinos y extranjeros de la música pop, y ha hecho canciones originales, como "Mo Sinaktan Ang Puso Ko" (Mi corazón le duele), y "hindi ako Bakla" (I'm Not Gay).

## Caracteres musicales

### Discografía
Notables álbumnnes diferentes de Michale V.:
- Hala Pack Up (Alapaap by Eraserheads)
- Mas Mahal Na Kita Ngayon
- Takubets(Taralets by Imago)
- Don-Don
- Mag-Excorsist tayo
- Joy In My Heart
- Hindi Ako Bakla
- DJ Bumbay
- 'Wag na 'Wag (Huwag na Huwag Mong Sasabihin by Kitchie Nadal)
- Chaka N'ya (Sa Kanya, from Attic Cat, by Sharon Cuneta)
- Mamaw! (Narda by Kamikazee)
- Di Na Maggigisa (Di Na Mag-iisa, from Darna, by Regine Velásquez)
- Wag N'yo Kaming Pansinin (Pag-ibig Ko'y Pansinin, from Stairway to Heaven, by Faith Cuneta)
- Isaw Nga (Ikaw Nga, from Mulawin, by South Border)
- May B.O. Na Ako (Nandito Lang Ako, from Captain Barbell, by Shamrock)
- Sinaktan Mo Ang Puso Ko

## Caracteres en sus Interpretaciones

### Caracteres
- Lito (Dwarf Singer)
  - Lilo and Tito (identical twins of Lito)
- Junee Lee
  - He was also a co-host with Lani Misalucha in a GMA talk show Celebrity Turns with Junee and Lani and made appearance in Vic Sotto's Lastikman.
- Evilyn Magpayo a.k.a. Ate Ebs
- Didjay Vidjay
- David Criss - a "street magician" character from Bitoy's Funniest Videos
- Junior - a happy-go-lucky child
- Jacob, Johnny and Julie (parody of Koreanovela characters)
  - This was also a commercial music video (Joy In My Heart) promo for Joy Ultra.
- Don Miguel of Muchas Grasas
- Etong, Betong and Bebang
- Fredda Torra (in BEBOT or "Binibini ng Eat Bulaga on TV" segment of Eat Bulaga and parody of alien Predator in its series)
- Angelina's Yaya (known for being a "such-a-loser" maid)
- Gagambala (parody of the GMA show Gagambino)
- Chika-Dora (parody of Dora the Explorer)

### Interpretaciones
- Michael Ricketts (Mike Enriquez)[1]
  - (coughing, sometimes louder), Excuse me po...& Ronnie Ricketts for the long-back hair
- Bonggang Bongbong (Ben, Mon, Raffy Tulfo)
- Krissy (Kris Aquino)
- Jajajajamby Magdangal (Jamby Madrigal)
- Jun Loyspada (Jun Lozada)
- Gay Abunda (Boy Abunda)
- Kamandog (Kamandag)
- Mary Ann Riviera (Marian Rivera)
- Tom Yam (Tim Yap)
- Madame Rocha (Madame Auring)
- Kitchie Na Day (Kitchie Nadal)
- Marilawin (mixture of Mulawin and Marinara)
- Captain Gargle (Captain Barbell)
  - He was also an alter-ego of Michael Ricketts.
- Amoyhan of Pinkantadia (Amihan of Encantadia)
- Ate B (Vilma Santos)
- Churang Cuneta (Sharon Cuneta)
- G.M. Hey (President Gloria Macapagal Arroyo)
- Regine "Ang Bilas Ko" (Regine Velásquez)
- Mahalai (Mahal)
- Edi Pil (Eddie Gil)
- Celine Din 'Yon (Céline Dion)
- Sindi Lupa (Cyndi Lauper)
- Ivan Submarina (Ivan Mayrina, GMA reporter)
- Betty La Kea (Betty La Fea)
- Bakokang (Bakekang)
- Von Jon Bodgie (Jon Bon Jovi)
- Prinsipe (Prince)
- Fake Cuneta (Faith Cuneta)
- Kapatid na Auring
- Pie Palayan (Pie Calayan)
- Get Li (Jet Li)
- Rey Bolero (Rey Valera)

#### Colaboraciones con bandas musicales
- Shout Boarders (South Border)
- SexBalls (SexBomb Girls)
- Douche (Cueshé)
- Spice Gays (Spice Girls)
- Hansama (Hanson)
- AquaOxigenada (Aqua)
- Princess (Queen)
- KayoKasiEh! (Kamikazee)
- Shamerock (Shamrock)
- EB Bebot (EB Babes)
- Erase Your Heads (Eraserheads)
- Liver Maya (Rivermaya)
- Eh Gago (Imago)

## Shows en televisión
- Codename: Asero (GMA) - Bodjie X
- MariMar (Philippine TV Series) (GMA) - Pulgoso (vocal role)
- Eat Bulaga's Holy Week Specials (GMA)
- Eat Bulaga (GMA) - Himself (co-host)
- Bitoy's Funniest Videos (GMA) - Himself (host)
- Bubble Gang (GMA) - Various
- Ooops!... - Director
- Bitoy's Adventures In Bilibkaba! (GMA) - Himself (host)
- Bilibitornat! (GMA) - Himself (host)
- Bitoy's World (GMA) - Etong, Betong and Bebang
- Ready, Text, Go! (GMA) - Himself (host)
- Mikee (GMA) Various
- Tropang Trumpo (ABC) - Various
- Maalaala Mo Kaya (ABS-CBN) - Various
- Young Love, Sweet Love (RPN) -Various
- Teysi Ng Tahanan: Kung Maibabalik Ko Lang (ABS-CBN) - Various
- Ready, Get Set, Go! (ABS-CBN) - Himself

## Filmografía
- Banana Split
- O-ha! Ako pa?
- Isko Adventures in Animasia
- Si Ayala at si Zobel
- Mama's Boys
- Ang Tatay kong Nanay
- Halik ng Bampira
- Rubberman - Bitoy/Rubberman
- Ano ba Yan
- Ano ba Yan 2
- Anting-anting
- Bitoy Ang Itawag Mo Sa Akin - Bitoy
- Sinaktan Mo Ang Puso Ko
- D' Sisters: Nuns of the Above - Michael
- Manolo en Michelle
- Kwentong kayumanggi  - Narrator
- Bestman: 4 Better, Not 4 Worse - Joey
- Lastikman - Junee Lee
- Fantastic Man - Professor Manalo
- Enteng Kabisote: Okay ka fairy, the legend - Itim
- Enteng Kabisote 3: Okay ka fairy ko... The legend goes on and on and on - Kabayo (voice cast)
- Paraíso: Tatlong Kuwento ng Pag-asa - Didoy
- Urduja - Kukut
- Dayo